# Micrurus pacaraimae
Micrurus pacaraimae (пакараїмський кораловий аспід) — вид отруйних змій родини аспідових (Elapidae). Ендемік Бразилії.

## Поширення і екологія
Пакараїміські коралові аспіди відомі з типової місцевості, розташованої на березі лісового струмка в муніципалітеті Пакарайма в штаті Рорайма на півночі Бразилії, поблизу кордону з Венесуелою, на висоті 920 м над рівнем моря. Вони живуть в тропічних лісах, поблизу скель.